# Mujaid Sadick
Mujaid Sadick, né le 14 mars 2000 à Logroño en Espagne, est un footballeur espagnol qui joue au poste de défenseur central au KRC Genk.

## Biographie

### Deportivo La Corogne
Né à Logroño en Espagne, Mujaid Sadick est formé au Deportivo La Corogne. Il joue son premier match en équipe première le 12 mai 2018 à l'occasion d'un match de Liga contre le Villarreal CF. Il entre en jeu à la place de Juanfran lors de cette rencontre perdue par son équipe (2-4 score final),.
Le 18 juillet 2018, Sadick prolonge son contrat avec le Deportivo La Corogne, signant un nouveau bail de quatre ans, soit jusqu'en juin 2022.

### KRC Genk
Le 18 mai 2021, le KRC Genk annonce le recrutement de Mujaid Sadick. Le joueur s'engage pour un contrat de quatre ans. 
Il joue son premier match sous ses nouvelles couleurs le 17 juillet 2021 face au Club Bruges KV, lors de la Supercoupe de Belgique 2021. Il est titulaire et son équipe s'incline par trois buts à deux. Avec Genk, Sadick découvre la coupe d'Europe, jouant ses deux premiers matchs lors de la double confrontation face au Chakhtar Donetsk pour les préliminaires de la Ligue des champions 2021-2022 (défaite 1-2 à l'aller le 3 août 2021 et défaite 2-1 au retour le 10 août). Il inscrit son premier but pour Genk le 9 février 2022, lors d'une rencontre de championnat face au Oud-Heverlee Louvain. Son équipe s'incline toutefois par deux buts à un.

### En sélection
Mujaid Sadick possède des origines nigériannes et ghanéennes mais il représente le pays où il est né, l'Espagne, en équipe de jeunes. Il compte notamment deux sélections avec les moins de 17 ans et une avec les moins de 18 ans, le 24 juin 2018 contre la Bosnie-Herzégovine (2-1 score final).